# 172951 Mehoke
172951 Mehoke è un asteroide della fascia principale. Scoperto nel 2005, presenta un'orbita caratterizzata da un semiasse maggiore pari a 2,3629386 au e da un'eccentricità di 0,0565839, inclinata di 5,81989° rispetto all'eclittica.